# Last Warning
Last Warning é uma compilação da banda Agnostic Front, lançada em 1993.
As onze primeiras faixas foram gravadas ao vivo em Dezembro de 1992, no CBGB. Este disco era para ser o último da banda, mas voltaram a juntar-se cinco anos mais tarde e lançaram Something's Gotta Give.

## Faixas
Todas as faixas por Agnostic Front, exceto em "Crucified"
1. "Undertow" – 3:47
2. "Your Mistake"/"Victim in Pain" – 2:21
3. "One Voice" – 3:56
4. "Infiltrate"/"Strength" – 3:59
5. "United Blood" – 1:36
6. "Public Assistance"/"Over the Edge" – 6:39
7. "Blind Justice"/"Last Warning" – 2:01
8. "Crucified" (Iron Cross) – 2:51
9. "Toxic Shock"/"United & Strong" – 3:25
10. "Fascist Attitudes" – 2:37
11. "Anthem"/"The Eliminator" – 6:37
12. "No One Rules" – 0:25
13. "Final War" – 0:22
14. "Last Warning" – 0:48
15. "Traitor" – 0:25
16. "Friend or Foe" – 1:16
17. "United Blood" – 1:13
18. "Fight" – 0:15
19. "Discriminate Me" – 0:42
20. "In Control" – 0:30
21. "Crucial Changes" – 0:25
22. "I'm Still Here" – 0:34

## Créditos
Faixas 1 – 11
- Roger Miret – Vocal
- Vinnie Stigma – Guitarra
- Matt Henderson – Guitarra
- Craig Setari – Baixo
- Will Shepler – Bateria

Faixas 12 – 21
- Roger Miret – Vocal
- Vinnie Stigma – Guitarra
- Adam Moochie – Baixo
- Raybeez – Bateria